# Festival de Viña del Mar 2016
Festival de Viña del Mar 2015 Festival de Viña del Mar 2017
Le Festival de Viña del Mar 2016 est la 57e édition annuelle du Festival international de la chanson de Viña del Mar.

## Développement

### 1renuit
- Date : 22 février 2016

Artistes
- Marco Antonio Solis
- Edo Caroe et Oscarito (humour)
- Ricardo Montaner

### 2enuit
- Date : 23 février 2016

Artistes
- Eros Ramazzotti
- Rodrigo González (humour)
- Ana Torroja

### 3enuit
- Date : 24 février 2016

Artistes
- Alejandro Sanz
- Natalia Valdebenito (humour)
- Luis Jara

### 4enuit
- Date : 25 février 2016

Artistes
- Lionel Richie
- Pedro Ruminot (humour)
- Rick Astley

### 5enuit
- Date : 26 février 2016

Artistes
- Pablo Alborán
- Los Locos del Humor (humour)
- Nicky Jam

### 6enuit
- Date : 27 février 2016

Commence l'origine avec Don Omar et Wisin étroite avec mais retardée en raison de Don Omar sur son vol au Chili pour le festival était dû réorganiser le festival du grill programmatique
Artistes
- Wisin
- Ricardo Meruane (humour)
- Javiera Mena
- Don Omar

## Concours

### Jury
- Luis Jara
- Ricardo Montaner
- Ana Torroja
- Rick Astley
- Javiera Mena
- Renata Ruiz
- Julio César Rodríguez
- Humberto Sichel
- Ismael Cala
- Sandra Ossandón

- Chanson gagnante
- Finalistes
- Candidat éliminé

### Concours international
| Pays       | Langue            | Titre             | Interprète       | Auteur et compositeur |
| ---------- | ----------------- | ----------------- | ---------------- | --------------------- |
| Chili      | Espagnol          | «Te quiero»       | Cristián & Lucía | Lucía Covarrubias     |
| Australie  | Anglais           | «Move on»         | Allison Elgueta  |                       |
| Mexique    | Espagnol          | «Vas a ver»       | Alexander Acha   | Alexander Acha        |
| Colombie   | Espagnol          | «Noche de bodas»  | Salo             |                       |
| États-Unis | Anglais, Espagnol | «Inesperadamente» | Tom Lowe         |                       |
| Salvador   | Espagnol          | «Todo por ti»     | Paty Menéndez    |                       |

- Meilleur interprète du concours international:  Allison Elgueta

### Concours folklorique
| Pays       | Langue   | Titre                       | Interprète                   | Auteur et compositeur |
| ---------- | -------- | --------------------------- | ---------------------------- | --------------------- |
| Panama     | Espagnol | «Viene de Panamá»           | Afrodisiaco                  |                       |
| États-Unis | Espagnol | «Canoita»                   | Paulina Aguirre              |                       |
| Pérou      | Espagnol | «Sandunguera»               | Maribel Chira                |                       |
| Argentine  | Espagnol | «Soy chacarera»             | Martín Bravo et Lucas Ibáñez |                       |
| Chili      | Espagnol | «Invicto»                   | Alexis Venegas               |                       |
| Colombie   | Espagnol | «Por el norte y por el sur» | Alé Kumá                     |                       |

- Meilleur interprète du concours folklorique:  Paulina Aguirre

## Rois du Festival

### Choisir de laReine du Festival
| #               | Pays            | Candidat             | Occupation                            | Participe à                         | Chaîne          | Résultats        |
| --------------- | --------------- | -------------------- | ------------------------------------- | ----------------------------------- | --------------- | ---------------- |
| 1re             | Chili           | Nicole "Luli" Moreno | Danseuse et mannequin                 | Bienvenidos                         | Canal 13        | 144 votes 49,49% |
| 2e              | Argentine Chili | Vanesa Borghi        | Mannequin et animatrice de télévision | Mucho gusto et Morandé con compañía | Mega            | 122 votes 41,92% |
| 3e              | Argentine       | Giselle Gómez Rolón  | Mannequin, vedette et panéliste       |                                     |                 | 25 votes 8,59%   |
| Total des votes | Total des votes | Total des votes      | Total des votes                       | Total des votes                     | Total des votes | 291 votes        |

## Diffusion internationale
| Pays                       | Télédiffuseur                 | Radiodiffuseur                 |
| -------------------------- | ----------------------------- | ------------------------------ |
| Chili                      | Chilevisión Chilevisión HD    | ADN Radio Chile Radio Pudahuel |
| Australie Nouvelle-Zélande | Chilevisión Internacional     |                                |
| Amérique latine            | HTV Turner Network Television |                                |
| États-Unis                 | NBC Universo                  |                                |
| Guatemala                  | Azteca Guatemala              |                                |
| Venezuela                  | TVes                          |                                |
| Bolivie                    | Unitel                        |                                |